# Paul Pageot des Noutières
Pour les articles homonymes, voir Pageot.
Paul Pageot des Noutières, né le 26 janvier 1802 au Cap-Français (Haïti) et mort le 26 juin 1879 à Marseille, est un haut-fonctionnaire de la Marine et administrateur colonial français.

## Biographie
Il fait carrière au sein du Commissariat de la Marine. Entré dans cette administration en qualité de commis de marine le 1er décembre 1832, il devient élève commissaire en 1828. Il est ensuite successivement promu sous-commissaire le 9 août 1834 puis commissaire de la Marine le 8 septembre 1841. Il est élevé au grade de commissaire général de la Marine de 2e classe le 23 novembre 1849 puis accède au rang de commissaire général 1re classe le 8 janvier 1853.
Chef du service de l'ordonnateur de la Martinique en 1826, puis chef du secrétariat du gouverneur de cette île en 1830, il est toujours en poste à la Martinique en 1833. Commissaire aux revues à la Guadeloupe en 1834, il y est encore en fonction en 1837. 
Paul Pageot des Noutières exerce la fonction d’ordonnateur de la Marine dans la colonie du Sénégal du 8 novembre 1840 au 17 août 1841. Il y propose une réorganisation du commerce de la gomme arabique, alors en crise, en soumettant au ministre de la Marine un plan d'association entre négociants métropolitains et des traitants indigènes en 1841. Ce texte sert de base à un nouveau règlement promulgué par une ordonnance royale du 9 janvier 1842. Rentré en semestre en métropole, il est rappelé au Sénégal pour assurer l'intérim au poste de gouverneur de la colonie entre le départ du gouverneur Montagniès de La Roque le 7 mai 1842 et l'arrivée du titulaire suivant du poste, le capitaine de corvette Édouard Bouët-Willaumez, le 5 février 1843. Pageot des Noutières marque son passage dans cette suppléance par deux événements. Il signale en septembre 1842 l'abrogation par l'Almany du Fouta d'un traité conclu avec la France l'année précédente. Mais par ailleurs, il signe le 22 octobre 1842 un traité avec le Roi des Maures Trarzas accordant à la France la concession du comptoir de Merinaghen et son immunité contre toute exaction, moyennant le versement d'une redevance annuelle.
Nommé inspecteur de la Marine à la Martinique en 1843, Pageot des Noutières y exerce la fonction de contrôleur colonial en 1845. Il rentre ensuite définitivement en métropole, où il sert successivement en qualité de chef du service de la Marine à Dunkerque en 1848, chef d'administration à Rochefort en 1849, et commissaire général de la Marine à Rochefort en 1850. Il devient chef d'administration à Toulon en 1853, est de retour à Rochefort en 1855 puis passe chef du Service de la Marine à Bordeaux en 1856. Il y est encore en 1860. Son dernier poste est derechef celui de commissaire général de la Marine à Rochefort en 1864. Paul Pageot des Noutières est admis à la retraite par décret impérial du 21 mai 1864.
Après avoir quitté le service actif, il est nommé commissaire spécial du gouvernement près la Compagnie des docks et entrepôts de Marseille par arrêté du ministre du Commerce et des travaux publics Louis Henri Armand Behic. Il exerce toujours cette activité en 1874.
Le commissaire général Pageot des Noutières avait par ailleurs été promu commandeur de la Légion d'honneur par décret du 29 décembre 1855.

## Sources
- Christian Schefer, Instructions générales données de 1763 à 1870 aux gouverneurs et ordonnateurs des établissements français en Afrique Occidentale. Tome II : 1831-1870, Société française d'histoire des outre-mers, 1927, 700 pages, p.103-105.